# Orlando Mora
Orlando Mora, född 29 januari 1960, är en friidrottare från Costa Rica. Han deltog vid olympiska sommarspelen 1984.